# Berlin (Nova Hampshire)
Berlin é uma cidade localizada no estado americano de Nova Hampshire, no Condado de Coos.

## Demografia
Segundo o censo americano de 2000, a sua população era de 10.331 habitantes. 
Em 2006, foi estimada uma população de 9954, um decréscimo de 377 (-3.6%).

## Geografia
De acordo com o United States Census Bureau tem uma área de 
161,8 km², dos quais 159,9 km² cobertos por terra e 1,9 km² cobertos por água. Berlin localiza-se a aproximadamente 241 m acima do nível do mar.

## Localidades na vizinhança
O diagrama seguinte representa as localidades num raio de 36 km ao redor de Berlin. 